# Pierre Lassus (sport)
Pour les articles homonymes, voir Pierre Lassus et Lassus.
Pierre Lassus, né le 22 novembre 1984 à Bayonne, est un entraîneur français exerçant en tant que préparateur physique, auprès d'équipes de rugby à XV et de football.

## Biographie
Pierre Lassus est né le 22 novembre 1984 à Bayonne,. Après avoir pratiqué le football au niveau amateur, il devient titulaire d'un doctorat en physiologie de l'exercice.
Il exerce tout d'abord auprès du centre de formation du club de rugby à XV du Stade montois dans les Landes voisines pendant une saison, avant d'intégrer l'Aviron bayonnais en tant que responsable performance pendant neuf ans, en divisions professionnelles du championnat de France, en Top 14 qu'en Pro D2,,.
En 2018, contacté par Olivier Echouafni, entraîneur de l'équipe féminine de football du Paris Saint-Germain, il devient le préparateur physique de ces dernières évoluant en première division du championnat de France.
Il retourne dans le Sud-Ouest après la saison 2019-2020 interrompue par la pandémie de Covid-19. Il prend en charge à partir de l'intersaison 2020 l'équipe de rugby de l'US Dax, pour sa première saison en Nationale, la nouvelle division fédérale mise en place en tant que passerelle entre les divisions professionnelles et les compétitions fédérales de niveau amateur,. La saison suivante, il reste dans les Landes mais dans la division supérieure, signant un contrat de trois ans avec le Stade montois, alors pensionnaire de Pro D2,.
Après une saison dans la préfecture landaise, il choisit de quitter le club pour rejoindre celui du Lyon OU en Top 14, en tant que responsable du pôle performance et au sein de l'équipe de préparateurs physiques.
Après deux saisons, il signe en 2024 un contrat de deux saisons avec Castres olympique, également pensionnaire de Top 14, en tant que directeur de la performance.